# École de communication de Toronto

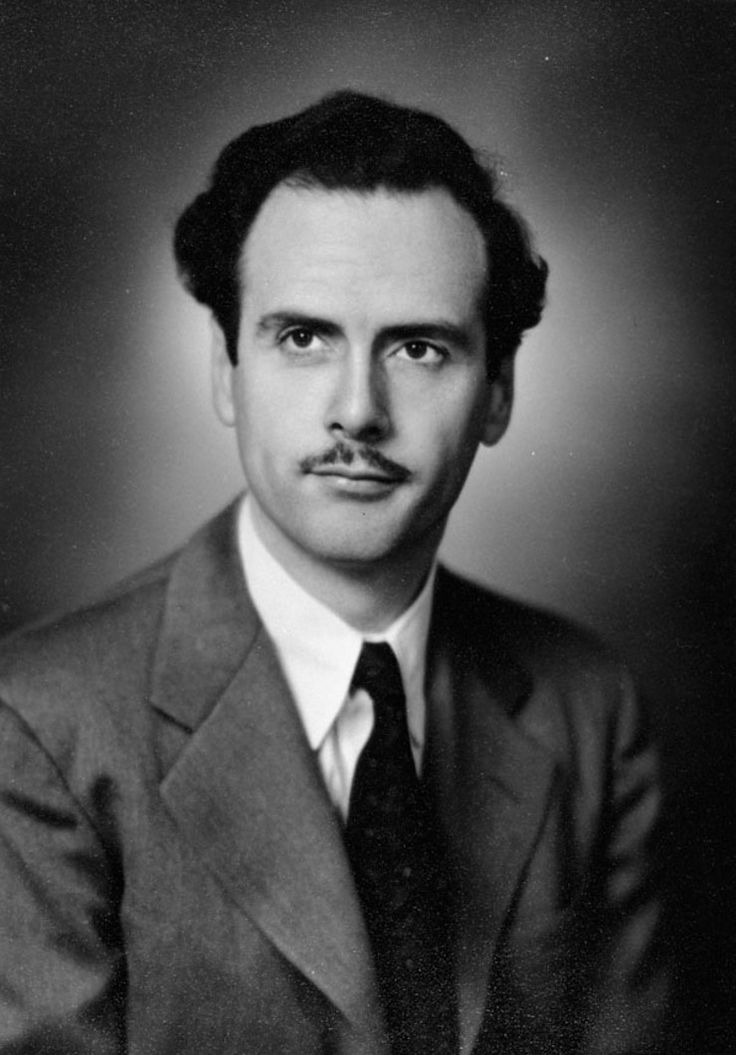
Marshall McLuhan - 1911-1980

L'école de communication de Toronto est une école de pensée en sciences de l'information et de la communication soutenue notamment par Marshall McLuhan, Harold Innis, Eric Havelock et Edmund Carpenter. 
Ces chercheurs, tous liés par une même conviction de l'importance matérielle des technologies de communication, tentent de rendre compte des changements culturels, sociaux et institutionnels qui surviennent dans le temps et l'espace.
Une des caractéristiques principales de ce courant de pensée en sciences de la communication est de considérer les médias comme objets et vecteurs d’explication : Le médium, c'est le message (The medium is the message). Cela résume en une phrase l’essence même de la pensée de Marshall McLuhan, philosophe des médias canadien. 
Aussi appelée la « pensée canadienne » (Canadian mind), « l’écologie médiatique » (media ecology), ou la « théorie du medium » (medium theory), elle fait référence à une position commune sur les médias : il faut s’intéresser à la forme matérielle des médias davantage qu’à leur contenu.  
Certains auteurs dont, Rita Watson & Menahem Blondheim (The Toronto School of Communication, 2007) essaient d’établir les aspects théoriques qui caractérisent l’École. Selon eux, les recherches de Innis et McLuhan s’intéressent à trois concepts : la communication comme processus (en opposition à leur structure) ; la focalisation sur les effets ou conséquences de la communication (approche historique du long terme et des effets cognitifs) et l’accent mis sur la technologie ou le medium.  
Le concept de medium tel que l'école de communication de Toronto le suggère se distingue grandement des autres écoles et courants de pensée dans le domaine de la communication : théorie de la seringue hypodermique, diffusionnisme, théorie critique des industries culturelles, théorie de l’information, cybernétique, structuralisme linguistique, anthropologie structurale et sémiotique. Aucun de ces courant se concentre sur les moyens de communication. Au contraire, au sein de ces courant, le medium fait plutôt référence à un objet empirique ou une « métaphore ». 
Par ailleurs, l’approche innisienne des media est liée à la notion de biais spatial et biais temporel.